# Edmond Fitzmaurice
Edmond George Petty-Fitzmaurice, 1. baron Fitzmaurice (ur. 19 czerwca 1846 w Lansdowne House w Londynie, zm. 21 czerwca 1935 w Bradford-on-Avon w hrabstwie Wiltshire) – brytyjski arystokrata i polityk, członek Partii Liberalnej, minister w pierwszym rządzie Herberta Henry’ego Asquitha.
Był drugim synem Henry’ego Petty'ego-Fitzmaurice’a, 4. markiza Lansdowne, i hrabiny Emily de Flahaut, córki francuskiego polityka Charles’a Josepha, hrabiego de Flahaut. Jego starszym bratem był Henry Petty-Fitzmaurice, 5. markiz Lansdowne. Edmond kształcił się w Eton College oraz w Trinity College na Uniwersytecie Cambridge. W 1866 r. został przewodniczącym Cambridge Union. W 1871 r. rozpoczął praktykę adwokacką w Lincoln’s Inn, ale nigdy nie pracował jako prawnik.
W 1868 r. został wybrany do Izby Gmin jako reprezentant okręgu Calne. W latach 1872–1874 był parlamentarnym prywatnym sekretarzem Roberta Lowe’a, Kanclerza Skarbu, a następnie ministra spraw wewnętrznych. W 1880 r. został komisarzem w Stambule. W 1883 r. objął stanowisko podsekretarza stanu w Ministerstwie Spraw Zagranicznych. Na tym stanowisku pozostał do upadku liberalnego gabinetu w 1885 r.
Okręg Calne został zlikwidowany przed wyborami 1885 r. i lord Edmond zdecydował się wystartować z okręgu Blackfriars and Hutchesontown. Ostatecznie jednak Fitzmaurice zrezygnował ze startu z powodu złego stanu zdrowia. W 1887 r. powrócił do czynnego życia politycznego, ale podejmowane przezeń próby powrotu do Izby Gmin (w 1892 r. z okręgu Deptford oraz w 1895 r. z okręgu Cricklade) kończyły się niepowodzeniem. Dopiero w 1898 r. Fitzmaurice uzyskał mandat parlamentarny, wygrywając wybory uzupełniające w okręgu Cricklade.
Po powrocie liberałów do władzy w 1905 r. ponownie został podsekretarzem stanu w MSZ. W 1906 r. nie wystartował w wyborach parlamentarnych. Otrzymał za to parowski tytuł 1. barona Fitzmaurice i zasiadł w Izbie Lordów. W październiku 1908 r. został członkiem gabinetu jako Kanclerz Księstwa Lancaster. Wszedł również w skład Tajnej Rady. Z powodu złego stanu zdrowia zrezygnował ze stanowiska już w 1909 r.
Lord Fitzmaurice był ponadto przewodniczącym rady hrabstwa Wiltshire w latach 1896–1906. Napisał również biografie swojego pradziadka, premiera lorda Shelburne, oraz o kilku innych członkach swojej rodziny (m.in. o ekonomiście Williamie Petty'm oraz lordzie Granville'u).
W 1889 r. poślubił Caroline FitzGerald, córkę Williama Johna FitzGerala. Lord Fitzmaurice zmarł w 1935 r. nie pozostawiając potomstwa. Wraz z jego śmiercią wygasł tytuł parowski.